# Zoran Radović
Zoran Radović fue un jugador de baloncesto serbio, que ocupaba la posición de base. Nació el 17 de febrero de 1961, en Belgrado, RFS Yugoslavia. Consiguió 4 medallas en competiciones internacionales con Yugoslavia.

## Clubes
- 1980-1981:  Wichita State University.
- 1981-1990:  Estrella Roja de Belgrado
- 1990-1992:  ALBA Berlín
- 1992-1993:  OKK Belgrado
- 1993-1994:  Pallacanestro Pavia
- 1994-1995:  OKK Belgrado